# امین شکراللهی
محمد امین شکراللهی یک ریاضی‌دان ایرانی (اصالتاً اهل بستک از استان هرمزگان) است که در زمینهٔ ریاضیات محاسباتی، نظریه کدگذاری و نظریه پیچیدگی محاسباتی کار می‌کند. او استاد دانشکده علوم کامپیوتر و اطلاعات و دانشکدهٔ ریاضی دانشگاه EPFL سوییس است.
شهرت وی بیشتر به خاطر کارش بر روی روش‌های تکراری (iterative) رمزگشایی بر مبنای گراف است که به خاطر آن جایزه مقاله نظریه اطلاعات آی‌تریپل‌ای را در سال ۲۰۰۲ (به همراه چند تن دیگر) دریافت نمود. وی چندین کلاسِ کد جدید نیز ابداع نموده‌است. به خاطر این دست‌آوردها وی همراه با میشائیل لابی جایزه اریک سامنر آی‌تریپل‌ای در سال ۲۰۰۷ و نیز مدال ریچارد همینگ آی‌تریپل‌ئی در سال ۲۰۱۲ را دریافت نمود. وی همچنین در سال ۲۰۱۷ جایزه ۵۰۰ هزار دلاری «مصطفی» را که «نشان عالی علم و فناوری جهان اسلام» خوانده شده، در مراسمی در تالار وحدت تهران دریافت کرد. علت اعطای جایزه، ابداع کد رپتور عنوان شد. این کد که در سال ۲۰۰۱ توسط وی معرفی شده، در شبکه‌های اطلاعاتی به کار گرفته می‌شود و چند سال پیش توسط شرکت کوال کام خریداری شد و در حال حاضر در سطح جهانی به کار گرفته شده‌است.